# Tony Adams
Tony Alexander Adams MBE (* 10. Oktober 1966 in Romford, London Borough of Havering, England) ist ein ehemaliger englischer Fußballspieler und heutiger -trainer.
Er verbrachte seine 19 Jahre andauernde Profikarriere vollständig beim FC Arsenal und wird dort als einer der besten Spieler in der Vereinsgeschichte angesehen. Zuletzt arbeitete er in England bis Februar 2009 als Trainer beim FC Portsmouth und 2010/2011 beim aserbaidschanischen FK Qəbələ.

## Spielerlaufbahn
Adams wurde in Romford im östlichen Stadtbezirk London Borough of Havering geboren und schloss sich 1980 – im Alter von 14 Jahren – als Schüler dem FC Arsenal an, wobei er schon während seiner gesamten Kindheit ein Anhänger von Arsenal gewesen war. Seinen Einstand in der Profimannschaft gab er am 5. November 1983, nur fast einen Monat nach seinem 17. Geburtstag, gegen den FC Sunderland. Gemeinsam mit Lee Dixon, Nigel Winterburn und Steve Bould bildete Adams eine legendäre Viererkette in der Abwehr, die unter Trainer George Graham für ihr gutes Spiel mit der Abseitsfalle berühmt war. Am 1. Januar 1988 wurde Adams 21-jährig zum jüngsten Mannschaftskapitän in der Vereinsgeschichte des FC Arsenal und sollte dieses Amt in den folgenden vierzehn Jahren ausüben.
Mit dieser überdurchschnittlich gut funktionierenden Defensive gewann Adams mit Arsenal fortan im Jahre 1987 den englischen Ligapokal sowie später 1989 und 1991 die englische Meisterschaft. Zwei weitere Jahre später – also 1993 – war er der erste Spieler, der den FC Arsenal zu einem „Double“ aus Ligapokal und FA Cup führen konnte. Nur ein weiteres Jahr später nahm er den Europapokal der Pokalsieger entgegen, als Arsenal in Kopenhagen den AC Parma im Endspiel mit 1:0 besiegen konnte.
Bis zu diesem Höhepunkt in seiner Karriere hatte sich Adams auch in der englischen Nationalmannschaft bereits etabliert. Sein erstes Länderspiel absolvierte er 1987 gegen Spanien und war anschließend bei der EM 1988 in Deutschland dabei. Adams Karriere in der Nationalmannschaft war jedoch auch von Rückschlägen geprägt. Nachdem er von dem englischen Trainer Bobby Robson für die WM 1990 in Italien nicht berücksichtigt worden war, musste er seine Teilnahme an der folgenden EM 1992 in Schweden aufgrund einer Verletzung absagen. Dennoch war er stets eine feste Größe in der englischen Defensive und wurde 1992 – nach dem Rücktritt von Gary Lineker – zum neuen Kapitän befördert. Dieses Amt teilte er sich zunächst mit David Platt, wurde jedoch kurz vor der EM 1996 im eigenen Land zum alleinigen Mannschaftsführer ernannt, nachdem die Stammplatzposition von Platt sehr unsicher wurde. Bei dem Turnier selbst kam Adams mit England bis ins Halbfinale, wo man sich Deutschland nach Elfmeterschießen geschlagen geben musste.
Zur gleichen Zeit nahmen seine Alkoholprobleme existenzbedrohlich zu. Nachdem er bereits häufig in Schlägereien in Diskotheken involviert gewesen und mehrfach in betrunkenem Zustand am Steuer seines Fahrzeugs erwischt worden war (1990 wurde er deswegen sogar zu einer dreimonatigen Haftstrafe verurteilt), teilte er nach der Europameisterschaft 1996 der Öffentlichkeit mit, dass er Alkoholiker sei. Nach einer Rehabilitation änderte er fundamental seinen Lebensstil, kümmerte sich fortan um seine Bildung und begann damit, das Klavierspielen zu erlernen. Er wurde damit in Großbritannien zu einem der prominentesten Vorbilder für einen erfolgreichen Kampf gegen den Alkoholismus, wobei er seinen Kampf gegen die Krankheit ausführlich in der im Mai 1998 erschienenen Autobiografie „Addicted“ beschrieb und dafür enorme Anerkennung in der Gesellschaft erhielt.
Positiv begleitet wurde seine Genesung auch durch den Trainer Arsène Wenger, der im September 1996 vom FC Arsenal verpflichtet wurde. Wenger reformierte den Verein und legte dabei vor allem Wert auf die Veränderung der Ernährungsgewohnheiten sowie auf eine Professionalisierung des Lebensstils der einzelnen Spieler. Er unterstützte Adams bei seinem Kampf gegen den Alkohol und war mutmaßlich aufgrund der Fortschritte im Verein in großem Maße dafür verantwortlich, dass Adams Karriere noch lange dauern sollte. Gemeinsam gewannen sie mit Arsenal 1998 und 2002 jeweils das „Double“ aus FA Cup und englischer Meisterschaft. Adams war damit der erste Mannschaftskapitän in England, der seinen Verein in drei verschiedenen Jahrzehnten zu Meisterschaften führte.
In der englischen Nationalmannschaft übergab der neue Trainer Glenn Hoddle die Mannschaftskapitänsbinde an Alan Shearer, was in der Öffentlichkeit kontrovers diskutiert und kritisiert wurde. Adams setzte seine Laufbahn fort und nahm an der WM 1998 in Frankreich teil. Zwei Jahre später ging Adams Karriere in dem englischen Team jedoch zu Ende. Als Shearer nach der enttäuschenden EM 2000 zurücktrat, wurde Adams zunächst wieder zum Kapitän der Mannschaft. Wenige Monate später aber verlor England im Oktober das letzte Spiel im alten Wembley-Stadion gegen Deutschland mit 0:1. Anschließend wurde der öffentliche Druck auf den neuen Trainer Sven-Göran Eriksson größer, künftig auf aufstrebende Spieler wie Rio Ferdinand zu setzen und Adams erklärte noch vor der ersten Verkündigung des Kaders durch Eriksson nach 66 Einsätzen für England seinen Rücktritt. Sein 60. Spiel im Wembley-Stadion (das bis heute einen Rekord darstellt) war somit sein letztes.
Nach dem Gewinn des zweiten Doubles im Jahr 2002 trat Adams nach dem FA-Cup-Finale vom aktiven Fußballsport zurück. Er absolvierte 668 Partien für Arsenal (nur David O’Leary kam auf mehr Einsätze für diesen Verein) und war der erfolgreichste Mannschaftskapitän in der Klubgeschichte. Nach dem Abgang von „Mr. Arsenal“ – wie Adams genannt wurde – hat kein weiterer Spieler mehr die Rückennummer 6 beim FC Arsenal getragen (neuerdings wird Philippe Senderos die Nummer 6 tragen). Adams wurde mit einem Abschiedsspiel gegen Celtic Glasgow gewürdigt und traf dabei viele seiner früheren Mannschaftskameraden wieder, wie Ian Wright, John Lukic und vor allem seine Abwehrkollegen Dixon, Winterburn und Bould.
Im Jahr 2004 wurde Adams in Anerkennung seiner Leistungen in die English Football Hall of Fame aufgenommen.

## Trainerlaufbahn
Nach seinem Karriereende 2002 strebte er an der Brunel University einen Abschluss in Sportwissenschaften an und wurde ein Jahr später Trainer bei den Wycombe Wanderers. Diese Tätigkeit legte er im November 2004 aus persönlichen Gründen nieder und arbeitete dann ab Juli 2005 im Scouting- und Nachwuchsbereich des niederländischen Vereins Feyenoord Rotterdam. Anschließend war er kurzfristig zwischen dem 15. Januar und 2. Februar 2006 im Trainerstab des FC Utrecht.
Am 28. Juni 2006 verpflichtete der FC Portsmouth Adams als Co-Trainer und Nachfolger von Kevin Bond. Ab dem 28. Oktober 2008 war er Cheftrainer beim FC Portsmouth, bis er am 9. Februar 2009 nach nur zwei Siegen aus 16 Spielen beurlaubt wurde.
Im Mai 2010 unterschrieb Adams einen Dreijahresvertrag beim FK Qəbələ in der aserbaidschanischen Premyer Liqası. Am 16. November 2011 gab er den Posten frühzeitig wieder auf.

## Gemeinnützige Arbeit
Adams gründete im September 2000 – in der Folge seiner eigenen Erfahrungen mit Alkohol- und Drogenabhängigkeit – die Sporting Chance Clinic, die eine wohltätige Einrichtung zur Betreuung, Beratung und Unterstützung von Sportlern und Sportlerinnen zur Bekämpfung von Drogen- oder Glücksspielsucht darstellt.

## Erfolge
- Europapokal der Pokalsieger: 1994
- Englischer Meister: 1989, 1991, 1998, 2002
- FA Cup: 1993, 1998, 2002
- Englischer Ligapokalsieger: 1987, 1993
- FA Community Shield: 1991*, 1998, 1999 (* geteilter Titel)